# Consorte de político
Consorte de político é o par conjugal de um político. Em geral, consortes de governantes são conhecidos por títulos próprios de tratamento, como primeira-dama, primeiro-cavalheiro, príncipe consorte, rainha consorte, etc. Dentro dos sistemas monárquicos, os cônjuges dos titulares são referidos como consortes reais, enquanto que dentro de sistemas republicanos são utilizadas designações ordinais acompanhadas por formas de tratamento respeitosas de origem aristocráticas.
Em países como os Estados Unidos, os candidatos à presidência são avaliados por sua postura familiar, não tendo direito a qualquer privacidade. De modo completamente diferente, na Europa os episódios da vida íntima, mesmo os casos extraconjugais de políticos famosos, como Francisco Sá Carneiro e François Mitterrand, são propositalmente ignorados pela imprensa (supostamente por obrigação da própria ética profissional dos jornalistas), só vindo a lume anos depois. A chamada imprensa sensacionalista quebra muitas vezes esta regra, sobretudo no Reino Unido. Geralmente a fidelidade política também entra em jogo em caso de conflitos.

## República

### Primeira-dama
Primeira-dama é o título informal que se dá à esposa de um governante em várias esferas do poder. Refere-se sobretudo à esposa do presidente de um país, mas também se aplica aos casos de governador ou prefeito. Já a esposa de um monarca reinante é conhecida como Rainha Consorte.
A criação do título é creditada ao ex-presidente dos Estados Unidos Zachary Taylor (1849–1850), o qual chamou Dolley Madison, esposa de James Madison, de «primeira-dama» (First Lady, em inglês) durante o funeral desta, em 12 de julho de 1849, enquanto recitava um elogio escrito por ele mesmo.
A princípio, a primeira-dama não possui funções oficiais dentro do governo, mas costumam participar de cerimônias públicas e organizar ações sociais, tais como eventos beneficentes. Além disso, uma primeira-dama carismática pode ajudar a transmitir uma imagem positiva de seus maridos à população.

#### Primeiras-damas no mundo

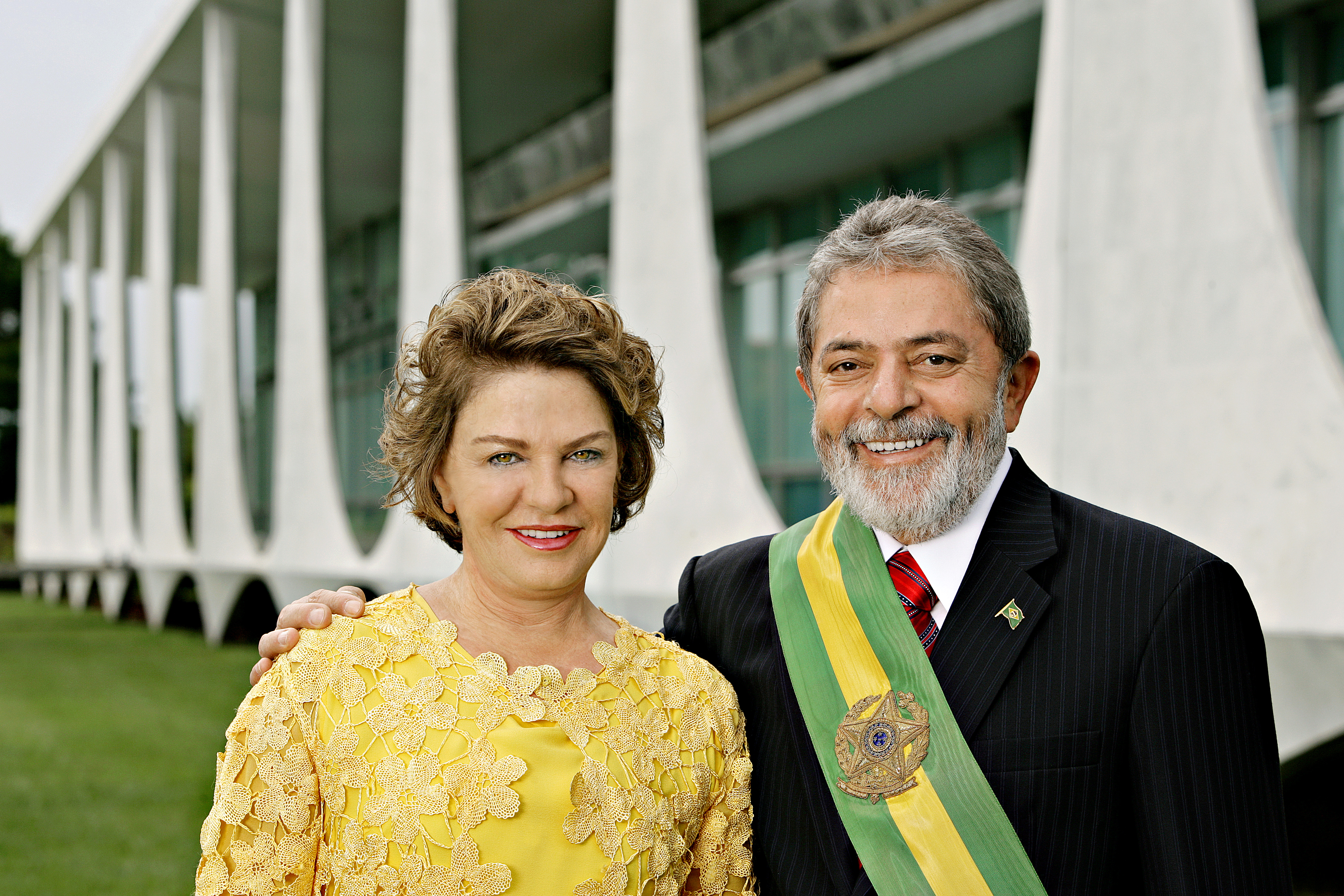
A ex-primeira-dama do Brasil Marisa Letícia e o presidente Lula da Silva, em foto oficial.

No Brasil, recebem o título de primeira-dama as esposas do presidente da República, dos governadores e dos prefeitos. Junto ao cargo utiliza-se via de regra o título «Dona» antes de seus nomes. Rosângela Lula da Silva, esposa do presidente Luiz Inácio Lula da Silva, é a atual primeira-dama do Brasil.
Em Portugal, a legislação não prevê a existência do título de «primeira-dama», embora informalmente a esposa do presidente da república receba essa deferência. A ausência do título advém da presunção de que uma vez que não foi eleita é apenas uma cidadã comum, mesmo sendo esposa do presidente. Em Portugal, são sobretudo os jornalistas televisivos, por facilidade de expressão ou por desconhecimento, que usam o termo «primeira-dama» ao se referir à esposa do presidente.

### Primeiro-cavalheiro
Primeiro-cavalheiro é a versão masculina do termo primeira-dama e se refere ao esposo de uma pessoa chefe de estado ou chefe de governo de um país. Assim como acontece com primeira-dama, a versão masculina também é utilizada para se referir aos maridos de governadores e prefeitos municipais.
Abaixo, uma lista de alguns primeiros-cavalheiros de vários países do mundo:

#### Primeiros-cavalheiros no mundo
Alemanha
- Prof. Dr. Joachim Sauer (cônjuge da chanceler Angela Merkel (2005–2021)
- Dr. Jörn Kubicki (cônjuge do prefeito de Berlim, Klaus Wowereit)

Argentina
- Néstor Kirchner (2007–2010)

Brasil
- Eduardo Suplicy (São Paulo: 2001)
- Veveu Arruda (Ceará: 2022)
- Anthony Garotinho (Rio de Janeiro: 2003-2006)
- Antonio Pitanga (Rio de Janeiro: 2002–2003)
- Prof. Carlos Augusto Crusius (Rio Grande do Sul: 2007–2010)
- Carlos Augusto de Sousa Rosado (Rio Grande do Norte)
- Neudo Campos (Roraima: 2015–2018)
- Thalis Bolzan (Rio Grande do Sul: 2023-presente)

Croácia
- Jakov Kitarović (2015-)

Estados Unidos da América
- Lou Rell (Connecticut)
- Daniel Mulhern (Michigan)
- Mike Gregoire (Washington)

Filipinas
- José Miguel Arroyo

Finlândia
- Dr. Pentti Arajärvi
- Jorma Melleri (2003)

Índia
- Devisingh Ransingh Shekhawat

Indonésia
- Taufiq Kiemas (2001–2004)

Irlanda
- Nicholas Robinson (1990–1997)
- Dr. Martin McAleese (1997–2011)

Jamaica
- Errald Miller (2006–2007)

Letônia
- Imants Freibergs (1999–2007)

Luxemburgo
- Gauthier Destenay (cônjuge do primeiro-ministro Xavier Bettel)

Noruega
- Arne Olav Brundtland (1981), (1986–1989) e (1990–1996)

Nova Zelândia
- Burton Shipley (1997–1999)

Paquistão
- Asif Ali Zardari (1988–1990) e (1993–1996)

Reino Unido
- Denis Thatcher (1979–1990)
- Philip May (cônjuge da primeira-ministra Theresa May)

Turquia
- Özer Çiller (1993–1996)

México
- Jesús María Tarriba (2024-atualmente)

### Segunda-dama
A segunda-dama é um título usado em referência à esposa de um vice-presidente, um vice-governador ou um vice-prefeito, denominado em relação ao título da primeira-dama, a esposa de um presidente, um governador ou um prefeito. Embora nenhum país conceda qualquer poder legal as segundas damas, suas funções incluem frequentemente o seguinte:
- Hospedagem durante as recepções na residência vice-presidencial
- Presidir instituições de bem-estar selecionadas
- Acompanhar o cônjuge em viagens oficiais
- Vários deveres cerimoniais.

Monica Lewinsky, que estava envolvida em um relacionamento com o presidente Bill Clinton, foi referida como a "segunda-dama".

#### Segundas-damas no mundo
- África do Sul: Nonhlanhla Patience Mnisi
- Brasil: Lu Alckmin
- Filipinas: Aika Robredo
- Guatemala: Elizabeth Cortéz
- Gana: Samira Bawumia
- Rússia: Svetlana Medvedeva
- Taiwan: Luo Feng-ping

### Segundo-cavalheiro
O segundo-cavalheiro é a versão masculina do termo segunda-dama e se refere ao esposo de um vice-presidente. Assim como acontece com segunda-dama, a versão masculina também é utilizada para se referir aos maridos de vice-governadoras e vice-prefeitas municipais.

#### Segundos-cavalheiros no mundo
- Estados Unidos: Douglas Emhoff